# Albert Salvadó i Miras
Albert Salvadó i Miras (Andorra la Vella, 1 de febrer de 1951 - 3 de desembre de 2020). Fou un escriptor andorrà en llengua catalana i castellana.
Fou enginyer industrial i escriptor. Va escriure contes infantils, assaigs i novel·les. Destaquen especialment les seves novel·les històriques, en les que barreja la realitat, la ficció i el misteri, tot envoltant-los de sentiments que, segons ell, són el gran motor de la nostra vida. Té obres publicades en català, castellà, anglès, francès, portuguès (Portugal i Brasil), txec, eslovac i grec modern.
Durant el període 2003 -2007 fou conseller menor del Comú d'Andorra la Vella.
Va morir el 3 de desembre del 2020 a causa d'un càncer que patia des de feia anys, malaltia a la que va dedicar un llibre explicant les seves vivències titulat Vols viure?.

## Obra seleccionada[2]

### Novel·la històrica
- L'enigma de Constantí el Gran. Barcelona: Columna, 1997 (ISBN 84-8300-364-3)
- El mestre de Kheops. Barcelona: Columna, 1998 (ISBN 84-8300-611-1)
- L'anell d'Àtila. Història d'una princesa. Barcelona: Columna, 1999 (ISBN 84-8300-862-9)
- Jaume I el conqueridor: El punyal del sarraí. Barcelona: Columna (ISBN 84-8300-980-3)
- Jaume I el conqueridor: La reina hongaresa. Barcelona: Columna (ISBN 84-664-0003-6)
- Jaume I el conqueridor: Parleu o mateu-me. Barcelona: Columna (ISBN 84-664-0027-3)
- L'ull del diable. Barcelona: Planeta, 2001 (ISBN 84-08-03734-X)
- Els ulls d'Anníbal. Barcelona: Columna: Proa, 2002 (ISBN 84-8437-539-0)
- L'ombra d'Alí Bei: maleït català. Barcelona: Columna, 2004 (ISBN 84-664-0398-1)
- L'ombra d'Alí Bei: maleït musulmà. Barcelona: Columna, 2004 (ISBN 84-664-0469-4)
- L'ombra d'Alí Bei: maleït cristià. Barcelona: Columna, 2004 (ISBN 84-664-0485-6)
- La gran concubina d'Amon. Barcelona: Columna, 2005 (ISBN 84-664-0680-8)
- Obre els ulls i desperta. Barcelona: Meteora, 2011 (ISBN 978-84-928744-9-1)

### Novel·la negra, d'intriga o de suspens
- El rapte, el mort i el marsellès. Barcelona: Planeta, 2000 (ISBN 84-08-03547-9)
- El relat de Gunter Psarris. Barcelona: Edicions 62, 2001 (ISBN 84-297-4981-0)
- Un vot per l'esperança. Barcelona: Rosa dels Vents, 2002 (ISBN 84-01-38602-0)
- L'informe Phaeton. Barcelona: Columna, 2007 (ISBN 978-84-664-0838-7)
- Una vida en joc. Barcelona: Columna, 2010 (ISBN 978-84-664-1121-9)

### No-ficció, memòries
- Un entre un milió. Andorra; Maià, 1991 (ISBN 99920-51-01-9). Reeditat per Barcelona: Aire, 2012 - Pensament i memòries
- Com caçar un bon polític. Andorra: Albert Salvadó, 1992 (ISBN 99920-1-017-7)
- Amb Anna Tohà. El ball de la vida. Barcelona: Meteora, 2016 (ISBN 978-84-944547-3-8)
- Vols viure?. Andorra: Albert Salvadó, 2018 (ISBN 978-1790957408)

## Premis i reconeixements[2]
- 1982 - Premi Xerric-Xerrac de contes infantils per La imaginació del nen
- 1985 - Obra seleccionada per al premi Plaza & Janés per Libertad para Satanás
- 1997 - Finalista del Premi Nèstor Luján de novel·la històrica (Columna) per L'Enigma de Constantí el Gran
- 1998 - Premi Nèstor Luján de novel·la històrica (Columna) per El Mestre de Kheops.
- 1999 - Premi Fiter i Rossell (Columna, 1999, Cercle de Lectors, 2000) per L'anell d'Àtila
- 2000 - Premi Sèrie Negra de Planeta per El rapte, el mort i el marsellès
- 2002 - Premi Carlemany (Columna) per Els Ulls d'Anníbal
- 2005 - Premi Nèstor Luján de novel·la històrica (Columna), per La Gran concubina de Amon
- 2016 - Premi Internacional El Vi Fa Sang, per la trajectòria literària
- 2018 - Premi Àgora Cultural 2017 per la seva contribució a l'engrandiment de la literatura d'Andorra